# Sørbymagle
Sørbymagle is een plaats in de Deense regio Seeland, gemeente Slagelse. De plaats telt 1128 inwoners (2008).